# Nubiska monument från Abu Simbel till File
Nubiska monument från Abu Simbel till File är ett av Egyptens världsarv. Detta består av följande monument:
| Bild                                         | Objekt                                                              | Beskrivning |
| -------------------------------------------- | ------------------------------------------------------------------- | --- |
|                                              | Templen i Abu Simbel 22°20′11″N 31°37′33″Ö / 22.33639°N 31.62583°Ö  | Ramses II lät mejsla ut tvillingtemplen ur bergväggen på 1200-talet f.Kr. för att skapa ett bestående minne av honom själv och hans drottning Nefertari till minne av Slaget vid Kadesh och för att avskräcka sina nubiska grannar. |
| Relief av Thutmoses III före gudarna i Amada | Amada 22°43′52″N 32°15′45″Ö / 22.73111°N 32.26250°Ö                 | Thutmosis III lät på 1400-talet f.Kr uppföra detta, det äldsta templet i Nubien, tillägnat Amun och Re-Horakht. |
|                                              | Wadi es-Sebua                                                       | I Wadi es-Sebua (Lejondalen) finns två tempel. Det ena byggdes av Amenhoptep III, ursprungligen möjligen tillägnat Horus, senare ändrat till Amun. Senare byggdes ett större tempel vid sidan om. Detta blev på 400-talet en kyrka. Tack vare att man då täckte över en del av relieferna har dessa klarat sig väl genom århundradena. |
|                                              | Kalabsha 23°57′39″N 32°52′2″Ö / 23.96083°N 32.86722°Ö               | Nya Kalabsha har tempel och andra byggnadsverk flyttade från gamla Kalabsha. Templet Kalabsha var en hyllning till Mandulis, en solgud i Nedre Nubien. Templet och uppfördes över en tidigare helgedom av Amenhotep II. |
|                                              | File 24°1′31″N 32°53′3″Ö / 24.02528°N 32.88417°Ö                    | File är ett tempelkomplex som var en av de platser som sades vara Osiris gravplats. Här fanns File-obelisken, som precis som den mer kända Rosettastenen har inskriptioner med både egyptiska hieroglyfer och på klassisk grekiska. |
|                                              | Gamla och Mellersta kungarikets gravar                              | |
|                                              | Ruinerna efter staden Elefantine 24°5′N 32°53′Ö / 24.083°N 32.883°Ö | Elefantine är en ö i Nilen, mitt emot staden Assuan, nedanför första katarakten. Hela södra delen av ön är täckt av ruinhögar efter staden Elefantine. Papyrusfynd med text på arameiska har gjorts på ön. |
|                                              | Stenbrott och obelisk                                               | |
|                                              | Sankt Simeons kloster                                               | |
|                                              | Muslimsk gravplats                                                  | |